# Стартовый командный пункт
Стартовый командный пункт, СКП —  аэродромный объект, предназначенный для управления полётами ВС. 
Может быть как стационарным строением на аэродроме, так и специально оборудованным автомобилем промышленного изготовления. В СССР и РФ СКП на автомобильном шасси поставлялись в централизованном порядке.
На полевых и временных аэродромах СКП может выполнять функции диспетчерского пункта управления полётами. 
На стационарных аэродромах СКП располагается на лётном поле в районе рабочего старта (отсюда его название — стартовый), и предназначен для контроля взлётов и посадок ЛА и дополнительных указаний экипажам (отсюда название объекта — «Подсказка»), а также для фиксации техническими средствами взлётов и посадок ЛА ( в 21 веке это видеозапись, ранее производилась киносъёмка на малоформатную плёночную кинокамеру). 
Для обеспечения управления полётами воздушных судов СКП стационарно оборудован радиосвязным, радиотехническим, навигационным, метеорологическим, телефонным и звукозаписывающим оборудованием, а также  специальными светотехническими средствами. Внутри кузова оборудованы рабочие места руководителя полётов (помощника руководителя полётов), наблюдателя, хронометриста, радиомеханика, синоптика.
Для полноценного функционирования СКП требуется его «развёртывание», то есть приведение в рабочее состояние оборудования и рабочих мест, а также подключение к коммуникациям и питающей сети аэродрома. Питание оборудование СКП осуществляется от стандартной промышленной электросети, при аварии или отсутствии промышленного питания в комплект СКП входит автономный генератор (или два типа АБ 4)на полуприцепе.
СКП позволяет оперативно организовать управление полётами практически в любом подходящем для этой цели месте. Максимальная дальность связи с летательными аппаратами составляет 120 км.
Модификации
- СКП-9 на шасси ЗИЛ-164;
- СКП-9МВ на шасси ЗИЛ-130;
- СКП-10
- СКП-11 в кузове КУНГ-1ЯР на шасси автомобиля ЗИЛ-130Е-80[1];
- СКП-12М1 на шасси УАЗ-3151[2];
- СКП-12М-11 может быть смонтирован на базе шасси УАЗ, ГАЗ[3].
- СКП-12М2 на шасси автомобиля ГАЗ-27057[4].

см. также: Аэродромная техника